# استنین
استنین (انگلیسی: Stenian) آخرین دوره از دوران پیشین‌زیستی میانه است که از ۱۲۰۰ تا ۱۰۰۰ میلیون سال پیش را در بر می‌گیرد. سن این دوره به‌جای استفاده از چینه‌شناسی به صورت گاه‌سنجی محاسبه شده است. 
نام استنین از کمربند باریکی از سنگ‌های دگرگونی گرفته شده است که در این دوره پدید آمده‌اند.
اجزای ابرقاره رودینیا در این دوره به‌هم پیوستند.